# ストックホルム・アピール

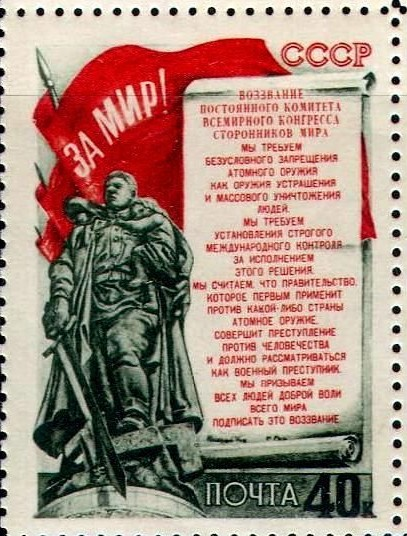
ストックホルム・アピールの全文とベルリンのソビエト戦争記念碑を描いたソ連の郵便切手（1951年）

ストックホルム・アピール（英語: Stockholm Appeal）は、1950年に採択され世界の人々に署名を呼びかけた、核兵器禁止を求めるアピールである。

## 概要
1949年9月、ソビエト連邦による原爆保有声明が発せられ、1950年1月、ハリー・S・トルーマン アメリカ合衆国大統領はこれに対抗し水爆製造命令を出すなど、米ソを中心とした核軍備競争が拡大し、国際緊張が高まっていた。
こうした中、1950年3月16-19日にスウェーデンのストックホルムで開かれた平和擁護世界大会（World Congress of Partisans of Peace）第3回常任委員会は、(1)原子兵器の無条件使用禁止、(2)原子兵器禁止のための厳格な国際管理の実現、(3)最初に原子兵器を使用した政府（アメリカ）を人類に対する犯罪者とみなす――とのアピールを採択、発表して、世界の人々に署名を呼びかけた。これに対し、全世界から5億の署名が寄せられた。
同年11月、東側諸国の政府とその意を受けた西側諸国の社会主義者の主導で常設されていた平和擁護世界大会委員会（委員長ジョリオ＝キュリー）は、世界平和評議会（World Peace Council）と名称を改めた。
その後1951年2月の東ドイツの東ベルリン、1953年6月のハンガリーのブダペスト、1955年1月のオーストリアのウィーンと、核兵器の廃絶と話し合いによる平和を柱とする全世界へのアピールを発表した
アメリカ合衆国国務長官などを務めたヘンリー・キッシンジャーは、「この運動のために朝鮮戦争で核兵器を使うことができなくなった」旨回顧録に記している。その後、中華人民共和国や北朝鮮は核保有を行った。

## 全文
英語の全文および日本語訳は以下のとおり。
- We demand the outlawing of atomic weapons as instruments of intimidation and mass murder of peoples.
- We demand strict international control to enforce this measure.
- We believe than any other government which first uses atomic weapons against any other country whatsoever will be committing a crime against humanity and should be dealt with as a war criminal.
- We call on all men and women of goodwill throughout the world to sign the appeal.[4]

- われわれは、人民にとっての恐怖と大量殺害の兵器である、原子兵器の絶対禁止を要求する。
- われわれは、この禁止措置の履行を確保するための、厳格な国際管理の確立を要求する。
- われわれは、どのような国に対してであれ、最初に原子兵器を使用する政府は、人道に対する罪を犯すものであり、戦争犯罪者として取り扱われるべきであると考える。
- われわれは、世界中のすべての善意の人々に対し、このアピールに署名するよう求める。

## 日本におけるストックホルム・アピールへの署名運動
1950年2月、平和擁護世界大会委員会書記局から、日本の「平和を守る会」あてに第3回常任委員会出席通知が送られた。招請を受けた「平和を守る会」は、日本代表として大山郁夫・金子健太・川端康成の3人の派遣を決めパリの書記局へ返信をしたが、連合国軍総司令部の渡航許可が得られず、出席は果たされなかった。
同年3月17日「平和を守る会」と民主主義擁護同盟は、4月1日から6月30日までの3カ月間、「平和と独立のための講和促進運動」を精力的に展開し700万人以上を目標として署名運動をおこなうことを決め、呼びかけた。

### ストックホルム・アピールに署名した著名人

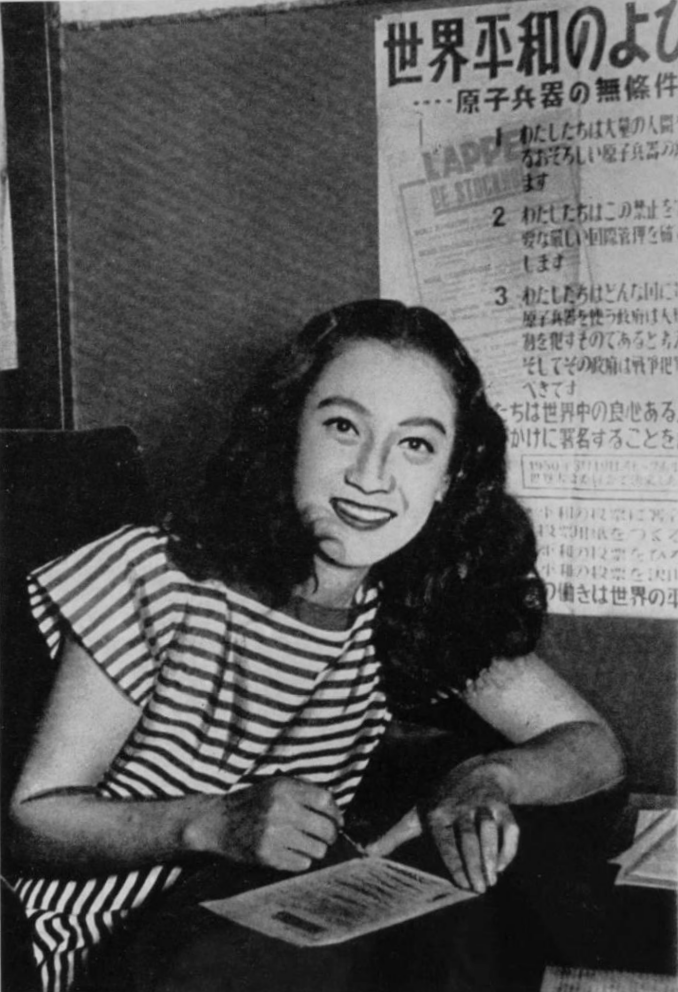
ストックホルム・アピールに署名する原節子（1950年）

- 学者－安倍能成（学習院学長）、本多光太郎（物理学者）、志賀潔（赤痢菌発見者）、伊東忠太（芸術院会員）、大熊喜邦（芸術院会員）、藤村作（東大名誉教授）、末川博（立命舘学長）、阿部次郎（東北大教授）、城戸幡太郎（教育学者）、坂田昌一（物理学者）、上原専禄（一橋大教授）、北沢新次郎（早大教授）、山内義雄（早大教授）、務台理作（教育大教授）
- 画家－石井柏亭、有島生馬、正宗得三郎、伊原宇三郎、硲伊之助、岡本太郎
- 音楽家－信時潔
- 詩人－土井晩翠、西条八十
- 評論家－長谷川如是閑、中島健蔵、柳田謙十郎、小牧近江
- 作家－川端康成、長與善郎、井上友一郎
- 宗教家－来馬琢道、阿部行蔵、赤岩栄
- 映画人－田中絹代、原節子、高峰秀子、山田五十鈴、五所平之助、山本嘉次郎、吉村公三郎
- 芸能人－徳川夢声、古川緑波、三遊亭圓歌、桂文楽
- 俳優－辰巳柳太郎
- 国会議員－中島守利（自由党）、堀川恭平（民主党）、石田一松（民主党）、深川タマヱ（民主党）、木内キヤウ（緑風会）、宮城タマヨ（緑風会）、大石ヨシエ（社革党）、米窪満亮（社会党）、山口シヅエ（社会党）

### ストックホルム・アピールへの署名数[6]
北海道228941、青森36315、岩手31690、秋田72043、宮城86970、山形55823、福島76039、栃木164786、群馬92288、埼玉178611、茨城86264、東京759634、千葉79457、神奈川320953　山梨64995、長野172508、新潟44691、富山53012、石川27319、福井7246、岐阜23614、三重27485、静岡185496、愛知173069、滋賀52183、京都444307、大阪793581、兵庫258104　和歌山22019、奈良23270、鳥取21065、島根28961、岡山67246、広島148788、山口48597、香川38415、徳島12669、愛媛20096、高知30788、福岡315688、佐賀17841、長崎42449、熊本61465、大分51308、宮崎40890、鹿児島32711、中央団体集計771115、総計6392805